# Bubble Guppies
Bubble Guppies ist eine US-amerikanische Vorschulserie des Fernsehsenders Nickelodeon.

## Handlung
Die kleinen, abenteuerlichen Meermädchen und -jungen leben in einer fiktiven kleinen Unterwasserwelt. Jede Folge folgt demselben Schema. Die Episode startet mit der Einführung von Molly, einem pinkhaarigen Mädchen, die dann sagt: „Hallo, ich bin’s Molly und es ist Zeit für die …“ und wird aufgehalten von Gil, ihrem Komoderator, der etwas mit dem Thema der Folge den Zuschauern vorstellt. Danach ertönt die Titelmelodie der Bubble Guppies.
Zu Beginn wird der Weg zur Schule mit einem oder zwei der Bubble Guppies gezeigt. Dabei treffen sie auf Mitbewohner der Unterwasserwelt und diese erzählen dann etwas von ihrem Alltagsleben, wie z. B. einen Bauern oder Paläontologen.
Sobald die Schule angefangen hat, berichtet der Guppie über sein vorheriges Erlebnis. Herr Zackenbarsch, der Lehrer der Guppies, fordert dann die Schüler auf: „Lasst uns darüber nachdenken“ und die Charaktere sprechen über das Thema. Dann wird ein Lied über das Hauptthema der Episode gesungen, in den meisten Fällen von Molly.
Danach eröffnet einer der Unterwasserwesen einen imaginären Shop. Dabei werden den Zuschauern Mitmach-Aufgaben gestellt. Schließlich taucht Herr Zackenbarsch auf und fragt: „Was für eine Zeit ist es?“, worauf hin „Zeit zum Mittag!“ geantwortet wird.
Drei Guppies setzten sich mit ihrer Luchbox hin und fragen sich gegenseitig, was sie zum Essen mithaben. Einer der Guppies hat immer einen witzigen Snack dabei, z. B.einer hat ein Putensandwich, der andere einen Apfel und der dritte ein belegtes Hammer-Brötchen dabei (zum Thema Baustelle).
Danach wird wieder ein Sketch von Molly und Gil gezeigt und dann heißt es Zeit zum Rausgehen. Auf dem Klettergerüst spielen zwei Guppies eine Geschichte zum Thema nach, welches wieder zum Mitmachen auffordert. Außerdem unternimmt die Klasse in jeder Folge einen Ausflug zum Fokus der Episode, welches meist ein Problem der Anfangsszene ist. Danach erfolgt wieder ein Part mit Molly und Gil und die Titelmelodie ertönt zum Schluss, woraufhin der Abspann erscheint.

## Figuren
Molly (Brianna Gentiella) ist ein Meermädchen mit einer fürsorglichen Persönlichkeit und der Komoderator zusammen mit Gil. Sie hat braune Augen, langes pinkes Haar, leicht dunkle Haut und einen blauen Bikini, wie ebenso eine blaue Schwanzflosse.
Gil (Zachary Gordon) ist ein Meerjunge mit einer albernen Persönlichkeit und ist der Moderator an der Seite mit Molly. Er hat blaues Haar, helle Haut und eine grüngefleckte Schwanzflosse.
Deema (Angelina Wahler Staffel 1–2, Grace Kaufman Staffel 3-, Gesang in allen Folgen: Grace Kaufman) ist ein Meermädchen mit einer temperamentvollen Persönlichkeit. Sie hat gelbes, gelocktes Haar, blaue Augen, orange Ohrringe und gelb/oranges Bikinitop und gelb/orange Schwanzflosse. Sie ist meistens diejenige, die in dem Shop an der Theke steht.
Goby (Jelani Imani Staffel 1–2, Marlek Walker Staffel 3-,Gesang von Christopher Borger) ist ein Meerjunge mit einer abenteuerlustigen
Persönlichkeit. Er hat indigos, kurzes Haar, braune Augen und dunkelhäutige Haut sowie eine blau-lila Schwanzflosse.
Oona (Reyna Shaskan Staffel 1–2, Tori Feinstein Staffel 3-) ist ein Meermädchen mit einer süßen Persönlichkeit. Sie hat zwei lila Zöpfe und einen lila Sternclip in ihrem Haar, braune Augen und eine gestreifte pink Schwanzflosse.
Nonny (Eamon Pirruccello Staffel 1–2, Jet Jurgensmeyr Staffel 3-) ist ein Meerjunge mit einer schlauen Persönlichkeit. Er hat oranges Haar, grüne Augen, eine blaue Tauchermaske und eine grün, gestreifte Schwanzflosse. Dieser Guppy lächelt weniger als die anderen.
Zooli ist ein Meermädchen mit einer süßen Persönlichkeit. Sie hat violettes, kurzes Haar, braune Augen und eine gestreifte pink Schwanzflosse.
Bubble Puppy (Frank Welker) ist Gils Hund, der orange-weißes Fell besitzt.

## Synchronisation
|                   | Originalsprecher  | deutscher Sprecher                 |
| ----------------- | ----------------- | ---------------------------------- |
| Gil               | Zachary Gordon    | Marcel Mann                        |
| Molly             | Brianna Gentiella | Luisa Wietzorek                    |
| Deema             | Angelina Wahler   |                                    |
| Goby              | Jelani Imani      |                                    |
| Oona              | Reyna Sheshkan    | Oona Plany, Eva Thärichen (Gesang) |
| Nonny             | Eamon Pirruccello | Marie-Luise Schramm                |
| Herr Zackenbarsch | Tino Insana       | Tom Deininger                      |